# نادي الهلال السعودي موسم 1961–62
موسم نادي الهلال السعودي لكرة القدم 1961-62 يعتبر الموسم الرابع في مسيرة نادي الهلال منذ تأسيسه 1957 علي يد الشيخ عبد الرحمن بن سعيد في الرياض، بقيادة المدرب حسن سلطان كأول مدرب وطني يقود الفريق إلى البطولات ويعتبر الكابتن مبارك عبد الكريم أول قائد هلالي يصعد لمنصة الذهب ويتسلم كأس جلالة الملك المعظم أمام الوحدة 3-2 على ملعب الصايغ.
 حقق الهلال أول بطوله رسمية له بعد تتويجه بلقب كأس الملك في أول مشاركة له بعد أربع سنوات من تأسيسه، وهو أول فريق يحقق البطولة من خارج منطقة الغربية، وأول مشاركة لأندية الوسطى في كأس الملك بعد أن اقتصرت المشاركة في أول أربع نسخ من الكأس على أندية المنطقة الغربية.

## تشكيلة الفريق
تشكيلة لاعبين مثلوا نادي الهلال خلال تلك الفترة
ملاحظة: تشير الأعلام إلى المنتخب الوطني على النحو المحدد في قواعد الأهلية للفيفا. قد يحمل اللاعبون أكثر من جنسية واحدة غير تابعة للفيفا.
| الرقم | البلد    | المركز | اللاعب                     |
| ----- | -------- | ------ | -------------------------- |
|       | السعودية | حارس   | ناصر الموزان               |
|       | السعودية | مدافع  | محمود زرد                  |
|       | السعودية | مدافع  | مهدي القحطاني              |
|       | السعودية | مدافع  | حامد عباس (الداكوتا)       |
|       | السعودية | مدافع  | صالح أمان                  |
|       | السعودية | وسط    | عبدالرحمن الأحمد (الدينمو) |
|       | السعودية | وسط    | محمود كامل (الكوش)         |
|       | السعودية | وسط    | سلطان بن مناحي العتيبي     |
|       | السعودية | مهاجم  | مبروك المتعب (الدبلي)      |
|       | السعودية | مهاجم  | مبارك عبدالكريم            |
|       | السعودية | مهاجم  | رجب خميس                   |

| الرقم | البلد    | المركز | اللاعب        |
| ----- | -------- | ------ | ------------- |
|       | السعودية | حارس   | عبدالله السوا |

## كأس جلالة الملك المعظم

### دوري المنطقة الوسطى
تصدر نادي الهلال فرق المنطقة الوسطى في تصفيات بطولة كأس جلالة الملك المعظم حيث فاز على جميع أنديتها بدون تعادل أو هزيمة على مستوى المنطقة حيث فاز في آخر مباراة أمام النادي الأهلي بالرياض (نادي الرياض حالياً) بنتيجة 3 - 0 وبهذه النتيجة أصبح الطرف الأول في المباراة النهائية على كأس الملك.
| 1 22 سبتمبر 1961 | الهلال                      | 7 - 1     | شباب الناصرية | الرياض              |
| (ت ع م+03:00)    | مبارك · حامد · خميس · مبروك | [ Report] |               | الملعب: ملعب الصايغ |

| 2 20 أكتوبر 1961 | البنك الأهلي | 2 - 6     | الهلال                                      | الرياض              |
| (ت ع م+03:00)    |              | [ Report] | مبارك · حامد عباس · رجب خميس · مبروك المتعب | الملعب: ملعب الصايغ |

| 4 18 نوفمبر 1961 | الهلال                          | 5 - 2     | الشباب | الرياض              |
| (ت ع م+03:00)    | مبارك · خميس · مبروك · بن مناحي | [ Report] |        | الملعب: ملعب الصايغ |

| 5 19 ديسمبر 1961 | أهلي الرياض | 0 - 3     | الهلال | الرياض              |
| (ت ع م+03:00)    |             | [ Report] | مبارك  | الملعب: ملعب الصايغ |

### النهائي
| نهائي 26 يناير 1962 | الهلال | 3 - 2     | الوحدة | الرياض |
| 15:30 (ت ع م+03:00) | خميس   | [ Report] | الجعيد | الملعب: ملعب الصايغ الحكم: محمد الطريفي الحكام المساعدين: سالم الجراديني Assistant referees: محمود بسيوني |